# 日台漁業取り決め
日台漁業取り決め（にったいぎょぎょうとりきめ）は、日本と中華民国間における、台湾および沖縄周辺海域での漁業秩序に関する取り決めのこと。日台漁業協定、日台民間漁業取り決めとも。

## 概要
日本は1996年6月の国連海洋法条約の批准に伴い、周辺国と排他的経済水域における境界線策定など、漁業における協議を行い運営上の協定を結ぶ必要が生まれた。
中華民国（以下、台湾）とも、台湾および沖縄周辺海域における漁業問題や海域秩序を話し合うため、双方は1996年以降漁業協議を計16回開催していた。2012年に当時の玄葉光一郎外務大臣は、日本と台湾の密接な経済関係を訴えると同時に、日台民間投資取決めやオープンスカイ協定など、日台間の実務協議が発展していることからさらなる関係発展を期待し、「日台漁業協議」の再開を3年9か月ぶりに提案、これには尖閣諸島国有化で中華人民共和国とともに抗議する台湾の漁船や巡視船が領海侵入して日本と熾烈な放水戦を行うなど日台関係が緊張していたことに対して日本側の「中国と台湾の連携に楔を打ちたい」という思惑があった。この協議は、同年年末に成立した第2次安倍内閣においても開催され、台湾側も漁業関係者からの漁労要求に対処する必要性を認識していた馬英九総統の外交路線があって、双方は急いで歩み寄り漁業操業範囲の策定に動いた。
2013年4月10日、財団法人交流協会の大橋光夫会長と亜東関係協会の廖了以会長は、台北市において「日台漁業取り決め」の署名。5月10日に漁獲高など、操業ルールが策定されないまま発効した。

## 名称
民間による二国間の取り決めの形を取り日台漁業取り決めとなった。日台漁業協定と報道されることがあるが、両国政府が協議や準備に関与はしているものの、日本と台湾（中華民国）の間には政治的外交関係がない為に政府間協定の形を採らず、実際の取り決め文書締結に当たって日本側は財団法人交流協会、中華民国側は亜東関係協会という、交流窓口団体による署名となった。

## 漁業操業範囲

日台漁業取り決めでの漁業水域

台湾は従来、尖閣諸島を含む日本側の排他的経済水域に食い込む範囲である「暫定執法線」を台湾側の操業範囲として主張していたが、2004年9月の協議で日本は、この暫定執法線について、一方的な措置であるとして認められないとしていた。このため日本は、日本の排他的経済水域に進入する台湾漁船を海上保安庁が水域外へ追い返しており、日台間漁業関係者の関係がギクシャクし、漁業協議は事実上停止状態が続いていた。2013年の協議ではこれに代わるものとして、緯度経度の視点による漁業水域の策定がおこなわれ、最終的に取り決め文書への署名に至った。
水域は北緯27度より南側に定められ、漁業操業に関して日本と台湾の漁船が同水域に乗り入れる。なお魚釣島をはじめとする尖閣諸島周辺の日本の領海は、この取り決めの漁業域に含まれていない。日本の水産庁は、法令適用除外となる水域のルール順守に向けて、沖縄県石垣市に漁業取締船を配備したいとの意向を示している。
なお、北緯27度より北側には、日本と中華人民共和国のあいだの日中漁業協定の協議で定められた「日中暫定措置水域」が隣接している。

## 発効後の台湾漁船の拿捕
台湾漁船は日本の排他的経済水域での違法操業で、過去毎年のように拿捕されて来ていた。
取り決め発効後も、沖縄県八重山郡竹富町波照間島灯台の東、与那国町西埼灯台の西南西、など取り決め水域から離れた場所での拿捕が続いている。